# 1609 год в музыке
1609 год в музыке ознаменовался следующими значимыми событиями и новыми музыкальными произведениями.

## События
- 12 октября — Версия детской песенки «Три слепых мышки» опубликована в нотном издании Deuteromelia or The Seconde part of Musicks melodie (Лондон)[1]. Редактором и, возможно, автором является английский композитор Томас Равенскрофт[2], в то время ещё подросток[3]. Этот сборник следует за публикацией его первых раундов[англ.] на английском языке Pammelia[англ.].
- Генрих Шютц, впоследствие известный немецкий композитор, органист, капельмейстер и музыкальный педагог, благодаря стипендии ландграфа Морица Гессен-Кассельского приезжает в Венецию, чтобы пройти трёхлетний курс обучения у церковного музыканта и главного органиста Собора Святого Марка Джованни Габриэли.
- Английский композитор Фрэнсис Трегиан-мл.[англ.] заключён в Англии в тюрьму, отчасти за свои католические симпатии, и, возможно, именно в этот период начинает переписывать «Вирджинальную книгу Фицуильяма».
- Итальянский церковный музыкант и композитор Шипьоне Дентиче становится каноником Неаполитанского собора.
- Джироламо Дирута назначен органистом собора в Губбио.
- Якопо Пери издал Le Varie Musiche — сборник строфических стихотворений, составленных в форме речитативов и сольных мадригалов в новом, монодическом стиле.
- Итальянский музыкант и композитор раннего барокко Джованни Баттиста Риччио[итал.] был назначен органистом Церкви Святого Иоанна Евангелиста в Венеции, хотя в контракте он указан как скрипач.
- Английский композитор и педагог Томас Робинсон[англ.] издаёт New Citharen Lessons, учебник по цистре, предназначенный как для начинающих, так и для продвинутых исполнителей.

## Публикации
- Томас Равенскрофт — коллекция народной музыки в трёх частях: Pammelia[англ.] (Лондон: Уильям Барли)[4] и Deuteromelia (Лондон: Томас Адамс)[5]. 3-я часть, Melismata, вышла в 1611.
- Клаудио Монтеверди — опера «Орфей» (издано в Венеции, впервые исполнено в 1607).
- Агостино Агаццари — 6 псалмов, соч. 12 (Венеция: Риккардо Амадино[итал.]).
- Джироламо Дирута — второй том Il Transilvano[6], трактат об игре на органе, считается его главным теоретическим трудом (Венеция: Джакомо Винченти).
- Грегор Айхингер[нем.]
  - Sacrae Dei laudes sub officio divino concinendae… (Диллинген: Адам Мельцер)
  - Teutsche Gesenglein: auss dem Psalter dess H. Propheten Davids… (Диллинген: Адам Мельцер)
  - Quercus dodonea (Аугсбург: Иоганн Преториус)
- Джованни Франческо Анерио[итал.] — Мотеты для одного, двух и трёх голосов (Рим: Джованни Баттиста Роблетти)
- Людовико Бальби[итал.] — Completorium для двенадцати голосов в трёх хорах, включает стихи, респонсории, гимны, антифоны и мотеты для повечерия за весь год (Венеция: Алессандро Равери; опубликован посмертно).
- Адриано Банкьери — Gemelli armonici, Op. 21, сборник мотетов для двух голосов (Венеция: Риккардо Амадино).
- Северо Бонини
  - Первая книга мотетов для трёх голосов, соч. 3 (Венеция: Алессандро Равери)
  - Вторая книга мадригалов и мотетов для сольных голосов с клавесином, орбо и органом (Флоренция: Кристофано Марескотти)
- Бернардино Борласка[англ.] — Scherzi musicali ecclesiastici sopra la cantica для трёх голосов и континуо (Венеция: Алессандро Равери).
- Уильям Брейд[англ.] — Newe außerlesene Paduanen, Galliarden, Canzonen, Allmand und Coranten, сборник танцевальной музыки для пяти инструментов (Гамбург: Михаэль Геринг).
- Эсташ дю Корруа[фр.] — Preces Ecclesiasticae («Церковные молитвы»), два тома духовной музыки для трёх—семи голосов (Париж: Пьер Баллард).
- Антонио Чифра[итал.]
  - Первая книга мотетов для двух, трёх и четырех голосов (Венеция: Джакомо Винченти[итал.])
  - Вторая, Третья и Четвёртая книги мотетов для двух, трёх и четырёх голосов (Рим: Джованни Баттиста Роблетти)
  - 7 псалмов для четырёх голосов, соч. 7 (Рим: Джованни Баттиста Роблетти)
- Камилло Кортеллини[итал.] — Мессы для четырёх, пяти, шести и восьми голосов с бассо континуо (Венеция: Джакомо Винченти)
- Кристоф Демантиус — Covivialium Concentuum для шести голосов, сборник мадригалов, канцонетт и вилланелл на немецком языке (Йена: Кристоф Липпольд для Давида Кауффмана).
- Альфонсо Феррабоско-мл.[англ.]
  - Ayres для одного и двух голосов с лютней и басовым инструментом (Лондон: Томас Снодхэм для Джона Брауна)
  - Lessons for 1. 2. and 3. viols, включая музыку к постановочным произведениям Бена Джонсона (Лондон: Томас Снодхэм для Джона Брауна).
- Джакомо Финетти[итал.] — Omnia in nocte Nativitatis Domini nostri Iesu Christi, quae ad matinum spectant для пяти голосов, музыка к Рождеству (Венеция: Анджело Гардано)
- Мельхиор Франк[нем.] — Gratulationes Musicae, свадебная песня (Кобург: Юстус Хаук).
- Бартоломеус Гезиус[нем.]
  - Melodiae scholasticae sub hour intervallis decantandee (Франкфурт-на-Одере: Фридрих Хартманн)
  - Hymn patrum cum canticis sacris, latinis et germanicis, de praecipuis festis anniversarijs для четырёх голосов (Франкфурт-на-Одере: Фридрих Хартманн)
  - Псалом 132 для восьми голосов, выпускной мотет (Франкфурт-на-Одере: Фридрих Хартманн)
  - Псалом 128 для восьми голосов, свадебный мотет (Франкфурт-ан-Одере: Фридрих Хартманн)
- Сиджизмондо д’Индия — Le musiche da cantar solo, песни для сольного голоса с аккомпанементом (Милан: Симоне Тини и Филиппо Ломаццо).
- Джованни Джироламо Капсбергер — Первая книга мадригалов для пяти голосов с бассо континуо (Рим: Пьетро Манельфи)
- Карл Луйтон — Первая книга месс (Прага: Николаус Штраус)
- Тибурцио Массаино — Quaerimoniae cum responsoriis infra hebdomadam Santam Concinendae для пяти голосов, соч. 34 (Венеция: Алессандро Равери)
- Асканио Майоне — Вторая книга разных капризов для сонаре (Неаполь: Джованни Баттиста Гаргано и Лукрецио Нуччи), сборник клавишных
- Клаудио Меруло — 2 мессы для восьми и двенадцати голосов с органным басом (Венеция: Анджело Гардано и Фрателли), опубликовано посмертно
- Симоне Молинаро[итал.] — Третья книга мотетов для пяти голосов с бассо континуо (Венеция: Алессандро Равери)
- Иоганн Нуций — Cantionum Sacrarum для пяти и шести голосов, 2 книги (Легница: Николаус Сарториус)
- Якопо Пери — Le Varie Musiche для одного, двух и трех голосов (Флоренция: Кристофоро Марескотти)
- Джон Уилби[англ.] — Второй набор мадригалов до частей 3, 4, 5 и 6, подходит как для вокала, так и для голоса.
- Франко-фламандский композитор Ян ван Тюрнхаут[нидерл.] — мадригал In saevo mari для шести голосов из коллекции Hortus musicalis (Мюнхен).
- Il primo libro de madrigali для пяти голосов и континуо от членов семьи Нантерми.

## Родились
- 16 марта — Михаэль Франк[нем.], немецкий поэт, композитор и автор протестантских гимнов (ум. в 1667).
- 21 июля — Кристиан Отфар[нем.], немецкий врач и автор лютеранских гимнов (ум. в 1660).

Дата неизвестна
- Альберих Мацак[нем.] — австрийский священник, композитор, капельмейстер и хормейстер чешского происхождения (ум. в 1661).
- Эразмус Грубер (нем. Erasmus Gruber), немецкий священник и композитор (ум. в 1684)[7].

## Умерли
- 4 января — Джованни Джакомо Гастольди, итальянский хоровой композитор и капельмейстер  (род. ок. 1554).
- 28 февраля — Пауль Сарториус[нем.], немецкий композитор и органист эпохи позднего Возрождения и раннего барокко (род. в 1569)[8].
- 29 марта — Пау Вильялонга[исп.], испанский композитор, капельмейстер Пальмского собора с 1564 года и до самой смерти (год рождения неизвестен).
- 14 апреля — Гаспаро да Сало, итальянский скрипичный мастер. Наряду с Андреа Амати[итал.] считается создателем первых скрипок современного типа (род. в 1540).
- Май — Миколай Гомулка, польский придворный композитор и музыкант (род. 1535)
- 15 мая — Джованни Кроче, итальянский композитор позднего Возрождения и раннего барокко, представитель Венецианской школы (род. 1557).
- 19 июля — Николя Гисту[англ.], фламандский певец-контртенор и композитор при датском дворе (род. ок. 1560).
- 7 августа — Эсташ дю Корруа[фр.], французский композитор. Именно ему приписывается авторство популярной во Франции песни «Да здравствует Генрих IV!», которая была неофициальным гимном страны до 1790 года (род. в 1549).
- 27 августа — Фердинандо ди Лассо[нем.]), немецкий композитор и музыкант фламандского происхождения, сын Орландо ди Лассо (род. в 1560)[9].
- 28 августа — Стефано Фабри-ст., итальянский композитор, капельмейстер, певец и музыкант, отец композитора Стефано Фабри-мл. (род. в 1560).
- 1 сентября — Пьеро Строцци[англ.], итальянский дворянин, композитор-любитель и меценат, сыграл важную роль в развитии «новой музыки» в конце XVI века (род. 1550).
- 2 сентября — Ипполито Баккузи[итал.], композитор венецианской школы, прославился как мастер контрапункта (род. ок. 1550).
- 1 октября — Джамматео Азола[итал.], итальянский композитор духовной музыки позднего Возрождения (род. в 1532).
- 23 ноября — Томас Хартманн[нем.], немецкий протестантский теолог и автор гимнов (род. в 1548).

Дата неизвестна
- Канака Даса, кришнаитский индуистский святой, Харидаса, известный композитор и исполнитель карнатической музыки, поэт и философ (род. 1509).
- Джон Хилтон-ст.[англ.], английский певец-контратенор, органист и композитор, автор преимущественно духовных произведений (род. в 1565).
- Джованни Ферретти[итал.], итальянский композитор (род. ок. 1540).
- Кристиан Буссе[нем.], немецкий органист, органный мастер и школьным учитель в школе при Соборной церкви Святого Петра во Фритцларе. (род. ок. 1560).